# Phoebophilus amoenas
Phoebophilus amoenas är en fjärilsart som beskrevs av Otto Staudinger 1888. Phoebophilus amoenas ingår i släktet Phoebophilus och familjen nattflyn. Inga underarter finns listade i Catalogue of Life.